# Bachmann Industries
Pour les articles homonymes, voir Bachmann.
Bachmann Industries est une entreprise du groupe Kader (en) (basé à Hong Kong), enregistrée aux Bermudes, fabriquant des trains miniatures et accessoires de modélisme ferroviaire, et spécialisée dans le matériel américain, anglais et chinois.

## Histoire
L'entreprise Bachmann a été créée en 1833 par Henry Carlisle. Elle fabrique alors des objets ornements et des bijoux en ivoire. En 1899, l'entreprise, dirigée par Henry E. Bachmann, fusionne avec celle du père et du frère de celui-ci et devient Bachmann Bros. En 1929, Bachmann devient fabricant de lunettes de soleil.
En 1947, Bachmann s'essaye au plastique et lance la production de décorations de Noël, en particulier de petites barrières. Celles-ci sont réutilisées par des modélistes ferroviaires. Voyant là un marché à exploiter, Bachmann lance sa gamme de bâtiments Plasticville, à l'intention des modélistes pratiquant l'échelle HO (1:87) et O (1:48). Durant les années 1960, Bachmann s'essaye à d'autres gammes de produits, comme des animaux moulés en plastique, des minis-avions, des figurines militaires. Ces gammes seront supprimées du catalogue en 1987, afin de recentrer toute l'activité sur le train.
En 1966, Bachmann entre dans le monde des trains miniatures en profitant du succès de l'échelle N (1:160). En 1970, apparaissent les premières productions à l'échelle HO.
En 1981, le groupe Kader achète Bachmann, en proie a des difficultés financières, qui devient Bachmann Industries. 1988 voit le lancement de la gamme Spectrum, avec des modèles plus fins, mieux motorisés. En 2001, c'est la gamme en 0n30 (voie étroite à l'échelle 1:48) qui connaît un grand succès. En 2006 est lancée une gamme Digital en collaboration avec l'allemand Lenz (de).
Avec ses nombreuses filiales, Bachmann est aujourd'hui le plus important fabricant de trains miniatures au monde. Ses bénéfices ont été, pour 2006, d'environ 46,87 millions de dollars, soit une augmentation de 3.36% par rapport à 2005. La majorité des modèles sont conçus au siège nord américain de la marque à Philadelphie et produits à Dongguan en République populaire de Chine.